# Pachuca
Pachuca (nome ufficiale Pachuca de Soto, in otomí: Njünthe o Hñu̱nthe)  è una città (275 578 abitanti) del Messico centro-meridionale, capitale dello stato di Hidalgo e del comune omonimo.

## Storia
È conosciuta popolarmente dai suoi abitanti come "La bella ariosa", poiché tra giugno ed ottobre vi arrivano venti fino a 75 km/h provenienti da nord-est. I suoi abitanti sono conosciuti come pachuqueños. Si trova a 96 km al nord di Città del Messico, ad un'altitudine tra 2 400 e 2 800 metri sul livello del mare.
Pachuca fa parte di uno dei centri minerari più importanti del Messico, e benché l'attività produttiva sia diminuita negli ultimi decenni, qualunque menzione della città è strettamente relazionata col settore minerario. Qui per la prima volta si usò il metodo di amalgamazione per l'ottenimento dell'argento. È inoltre culla del calcio in Messico ed è ampiamente conosciuta per la sua gastronomia, principalmente i pasti (calzoni).

## Luoghi e monumenti di interesse

### Torre de Reloj
La Torre de Reloj  è una torre con orologio alta ben 40 m, con quattro sculture nelle nicchie, che rappresentano la libertà, l'indipendenza, la riforma e la repubblica.

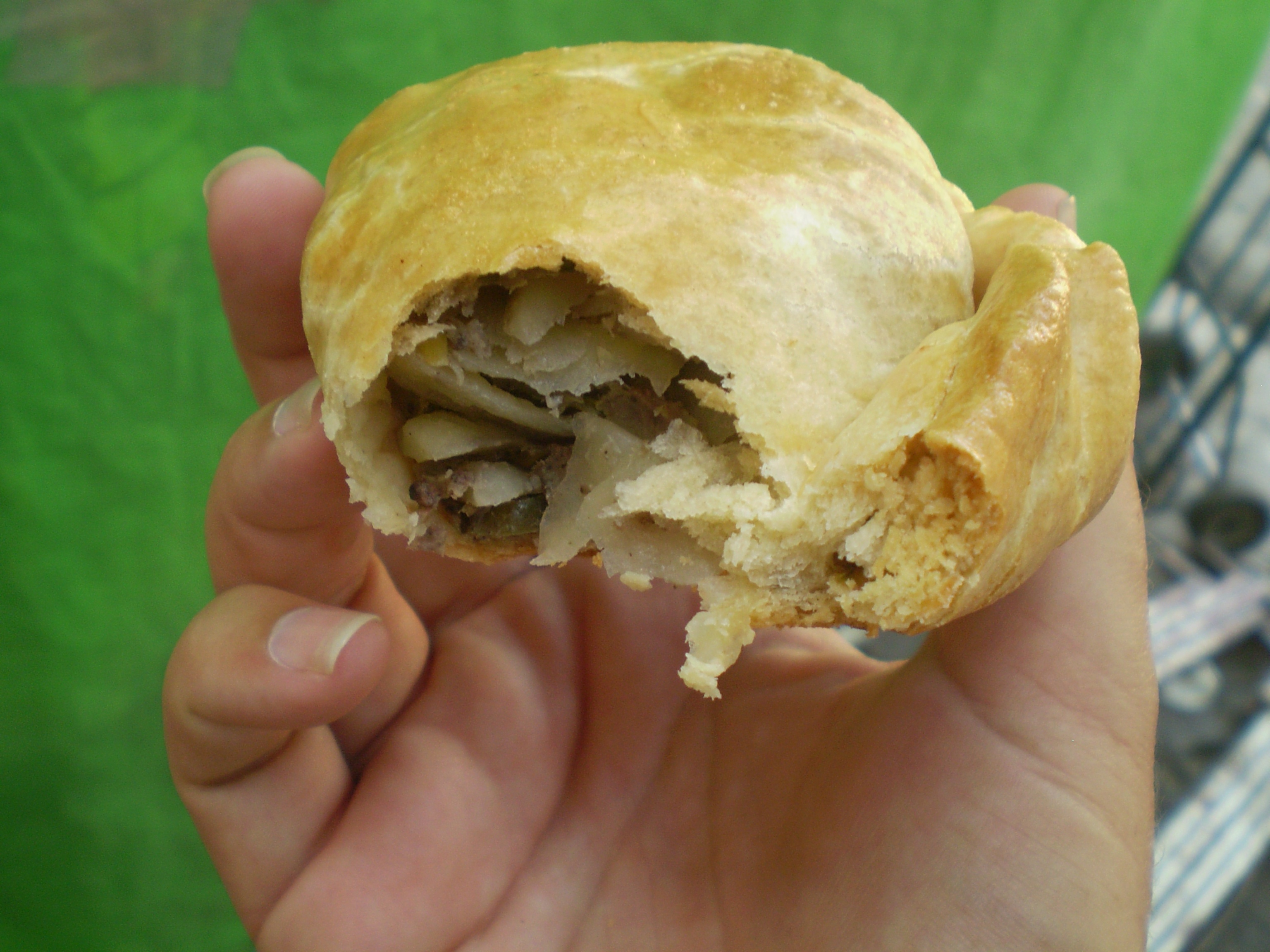
Pasti.